# Eniški številski sistem
Eníški (unárni) števílski sistém je številski sistem, kjer so naravna števila predstavljena z združevanjem poljubno izbranega znaka (simbola) (npr. navpične črte | ). 
Število n je tako  predstavljeno z n ponovitvami znaka: 

```
* 1 = |  
* 2 = ||  
* 3 = |||  
* 4 = ||||  
* 5 = |||||  
* 6 = ||||||  
```

Večja števila lahko zaradi preglednosti združujemo v skupine po pet. Primer: število 8 v eniškem sistemu zapisano na različne načine:
```
||||||||
||||| |||
/|||| /||

||||
 |||
```

Štetje na prste je pravzaprav uporaba eniškega sistema. Tudi seštevanje, ki je pravzaprav združevanje nizov, je v eniškem sistemu zelo enostavno. Pač pa je množenje dosti bolj zapleteno. 
V primerjavi s pozicijskimi številskimi sestavi je eniški zelo nepraktičen za računanje z večjimi števili. 
V teoretičnem računalništvu se, z uporabo eniškega sistema nekaterim problemom umetno zmanjša potreben čas teka algoritma ali pa prostorske zahteve, saj se poveča velikost potrebnih vhodnih podatkov za opis problema. Npr. problem praštevilskega razcepa celih števil, za katerega verjetno ni algoritma, ki bi imel s pozicijskim zapisom polinomski čas teka, potrebuje linearni čas, če je vhod predstavljen v eniškem sistemu in zato toliko daljši.